# Перелік старшини Усть-Дунайського Буджацького козацького війська
Старшина Усть-Дунайського Буджацького козацького війська — керівний склад козацького формування в Подунав'ї, яке почало утворюватись з грудня 1806р. на початку російсько-турецької війни і було офіційно затверджене 20 лютого 1807р. указом Олександра І.

## Очільники війська(старшина)
(Старшини подаються без зазначення дати перебування їх на цих посадах через те, що в наявних документах її не можливо точно встановити.)

### Кошові отамани
лютий-липень 1807 — прем'єр-майор Іван Іванович Підлесецький
липень-жовтень 1807 — військовий старшина Хома Бучинський

### Військові старшини
Кузьма Бучинський — військовий писар;
Роман Циганка — військовий осавул;
Макар Образенко — полковий осавул;
Роман Согутчевський — полковий осавул;
Печений — полковий осавул;
Ломака — полковий осавул;
Григорій Краєвський — військовий старшина;
Марк Твердохліб — полковий хорунжий;
Йосип Губа — полковий хорунжий.

### Значкові товариші
Іван Бучинський, Григорій Звурський, Андрій Мирза, Гаврило Вареник, Климент Домбровський, Данило Базилевський, Ксавелій Чернявський, Сидір Долгорук, Дмитро Потилиця, Григорій Остроух, Дем'ян Чорнобай, Гриценко, Левицкий.

### Сотники
Леонтій Кучер (зауряд), Дмитро Зайцев, Іван Кубанець.

### Курінні отамани
Іван Губа, Олексій Таран, Григорій Бирченко, Остап Чернега, Панайот Єманда (Сербський курінь), Іван Ремінний, Данило Борщ (Болгарський курінь), Іван Пушкаренко, Христофор Кучер, Яків Феска, Михайло Соколов, Іван Шмалько, Федір Пономаренко, Давид Мельниченко, Федір Комаренко, Яків Фок, Микола Білий, Яків Яцко, Іван Тищенко, Лук'ян Копусь, Іван Чернега, Василь Миляхін, Петро Скляревський (Шкляревський), Іван Шавровський, Яків Сточний, Дмитро Кальнєв.

### Хорунжі
Дмитро Половий, Іполит Турський, Трохим Гайдабура (Майдабура), Касян Шеремет, Грема, Віцентій Павловський, Боровик, Василь Самборський (зауряд).